# Kaczkówka
Kaczkówka (ukr. Качківка, Kaczkiwka) – wieś na Ukrainie w rejonie jampolskim, obwodu winnickiego.

## Dwór
- dwór wybudowany w XVIII w. przez Jana Giżyckiego (1788-1872), seniora[2].